# ブレイド&バスタード
『ブレイド&バスタード』（ブレイド アンド バスタード）は、蝸牛くもによる日本のライトノベル。略称は「ブレバス」。DREノベルス（ドリコム）より2022年12月から刊行されている。イラストはso-bin。3DダンジョンRPG『ウィザードリィ』を基にしたダーク・ファンタジーである。
楓月誠作画によるコミカライズが『DREコミックス』（ドリコム）にて2023年6月23日より配信されている。

## 既刊一覧

### 小説
- 蝸牛くも（著）・so-bin（イラスト） 『ブレイド&バスタード』 ドリコム〈DREノベルス〉、既刊4巻（2024年7月10日現在）
  1. 『灰は暖かく、迷宮は仄暗い』2022年12月9日発売[3]、ISBN 978-4-434-31101-7
  2. 『鉄骨の試練場、赤き死の竜』2023年6月9日発売[4]、ISBN 978-4-434-31878-8
  3. 『金剛石の騎士の帰還』2023年12月8日発売[5]、ISBN 978-4-434-33013-1
  4. 『迷宮街冒険奇譚』2024年7月10日発売[6]、ISBN 978-4-434-34124-3

### 漫画
- 楓月誠（漫画）・蝸牛くも（原作）・so-bin（キャラクター原案） 『ブレイド&バスタード』 ドリコム〈DREコミックス〉、既刊6巻（2025年6月20日現在）
  1. 2023年10月25日発売[7]、ISBN 978-4-434-32634-9
  2. 2023年12月22日発売[8]、ISBN 978-4-434-32637-0
  3. 2024年5月24日発売[9]、ISBN 978-4-434-33869-4
  4. 2024年10月25日発売[10]、ISBN 978-4-434-34538-8
  5. 2025年3月19日発売[11]、ISBN 978-4-434-35419-9
  6. 2025年6月20日発売[12]、ISBN 978-4-434-35993-4

## アニメ
2024年10月20日、アニメ化が発表された。